# Lac de Glandieu
Le lac de Glandieu est situé sur la commune de Brégnier-Cordon dans le Bugey (département de l'Ain). C'est un bassin artificiel creusé lors de la construction de la centrale hydroélectrique de Brégnier-Cordon, en 1981.

## Présentation
Le lac a une forme de L. Sa moitié ouest est réservée aux pêcheurs, tandis que l'autre moitié est dédiée à la baignade, une plage de sable y ayant été aménagée. A noter que la pêche est interdite dans la partie baignade et que le plan d'eau est placé en 2ème catégorie pour la pêche.

Sa surface est d'environ 4 hectares.